# Deux flics sur les docks
Deux flics sur les docks est une série télévisée française en douze épisodes de 90 minutes adaptée des romans de la Collection Joe Faraday de Graham Hurley et diffusée entre le 11 novembre 2011 et le 18 novembre 2016 sur France 2.

## Synopsis
La série suit les enquêtes dans la ville du Havre du capitaine Richard Faraday, flic intègre à cheval sur les procédures, et de son coéquipier le capitaine Paul Winckler, aux méthodes plus douteuses et pour qui la fin justifie les moyens.

## Distribution

### La police
- Jean-Marc Barr : capitaine Richard Faraday
- Bruno Solo : capitaine Paul Winckler
- Mata Gabin : commissaire divisionnaire Lucie Dardenne
- Liza Manili : lieutenant Julie Fabian, nouvelle recrue sortant de l'école de police
- Guillaume Viry : Bill Gates, spécialiste en informatique
- Daniel Carraz : Michel, de l'Identité judiciaire (épisodes 1-8)
- Michel Scotto di Carlo : Michel, de l'Identité judiciaire (épisode 9-10)
- Stéphane Jobert : Daniel, enquêteur (épisodes 1-2)

### Autres
- Emmanuel Salinger : Bazza Swaty, homme d'affaires véreux, parrain local et ami d'enfance de Winckler
- Jean-Marie Hallégot : Lulu, fils sourd de Faraday
- Ivan Herbez : Mahmoud Niamat (épisode 1)
- Julien Boulenguiez : Jimmy, chauffeur/garde du corps de Bazza Swaty (épisodes 1-8 et 10)
- Agathe Dronne : Mary Devlin, journaliste ayant une relation avec Faraday (épisodes 1-3)
- Mélanie Tran : Laurie Swaty, fille de Bazza Swaty (épisodes 1-2)
- Lucie Boujenah : Laurie Swaty (épisode 7)
- Gabrielle Forest : Madeleine Dargaud (épisode 7)
- Évelyne Istria : Maria Swaty, mère de Bazza Swaty (épisodes 3 et 7)
- Fabien Giameluca : Militaire dans un foyer, Employé de bureau (saison 5 : épisodes 1 et 4)

## Production

### Développement
Dans les romans, Graham Hurley place l'action dans la ville de Portsmouth en Angleterre. Pour la série, l'histoire est transposée dans la ville du Havre.
La série est diffusée à raison de deux épisodes par an. L'auteur des romans, Graham Hurley, écrit de nouvelles histoires inédites pour sa Collection Joe Faraday, afin de permettre à la série de perdurer.

### Tournage
Du 25 février au 30 avril 2013, deux nouveaux épisodes, La Nuit du naufrage et Coups sur coups, sont tournés au Havre et dans la région.
En mars 2014, l'équipe de production revient pour la quatrième année consécutive au Havre pour tourner deux nouveaux épisodes, Une si jolie mort et Chapelle ardente, dont la diffusion est prévue à l'automne 2014.

### Fiche technique
- Titre français : Deux flics sur les docks
- Réalisation : Edwin Baily
- Scénario : Bernard Marié (épisodes 1-6 et 10), Olivier Prieur (épisodes 5-6 et 8), Elsa Marpeau (épisode 7), Marc-Antoine Laurent (épisode 10), d'après les romans de la Collection Joe Faraday de Graham Hurley
- Décors : Philippe Hézard
- Costumes : Nathalie du Roscoat
- Photographie : Bertrand Mouly (épisodes 1-2), Dominique De Wever (épisodes 3-6), Béatrice Mizrahi (épisodes 7-8), Julien Bureau (épisodes 9-10)
- Cheffe maquilleuse : Laura Bernard (épisode 9, 10, 11, 12),
- Montage : Isabelle Dedieu (épisodes 1, 6-7 et 9), Gilles Volta (épisode 2), Dominique B. Martin (épisodes 4-5, 8 et 10)
- Musique : Stéphane Moucha (épisodes 1-2), Philippe Miller (épisodes 3-6), Pierre-Philippe Côté (épisodes 7 et 9), David Trescos (épisode 8)
- Production : Jacques Salles et Christian Charret
- Production exécutive : Muriel Paradis
- Société de production : Gétévé, avec la participation de France Télévisions, en association avec Backup Media (épisodes 5-6)
- Société de distribution : France 2 (France), Zodiak Rights (International)
- Pays d'origine : France
- Langue originale : français
- Format : couleur
- Genre : série policière
- Durée : 90 minutes

### Diffusion internationale
À l'international, la série est commercialisée par Zodiak Rights sous le titre de Blood on the Docks.

## Épisodes
1. Les Anges brisés
2. Lignes blanches
3. Mauvaise Pente
4. Du sang et du miel
5. La Nuit du naufrage
6. Coups sur coups
7. Une si jolie mort
8. Chapelle ardente
9. Longue Distance
10. Visa pour l'enfer
11. Justices
12. Amours mortes

## Accueil

### Audiences
En France, la série est regardée par une moyenne de 3,64 millions de téléspectateurs. Le douzième épisode réalise le record d'audience en attirant 3,95 millions de téléspectateurs. Le troisième épisode est le moins suivi avec 3,18 millions de téléspectateurs. Le dixième épisode de la série réalise son record en part d'audience en attirant 16,3 % du public.

### Réception critique
Graham Hurley, l'auteur des romans, considère que la série « est complètement en accord avec l’esprit de [ses] livres ».

### Récompense
- 2012 : Prix jeune espoir féminin pour Carolina Jurczak dans l'épisode Du sang et du miel[7]